# جبال تيتيونغسا
جبال تيتيونغسا (بالملايوية: Banjaran Titiwangsa؛ بالجاوية: بنجرن تيتيوڠسا)، والمعروفة أيضًا باسم بنجرن بيسار ("النطاق الرئيسي") من قبل السكان المحليين، هي سلسلة الجبال التي تشكل العمود الفقري لشبه جزيرة الملايو. يقع الجزء الشمالي من النطاق في جنوب تايلاند، حيث يُعرف باسم سلسلة جبال سَنْكَلاكهِري Sankalakhiri (بالتايلاندية: ทิว เขา สัน กาลา คีรี ؛ RTGS: Thio Khao Sankalakhiri ؛ تنطق [tʰīw kʰǎw sǎn.kāːlāːkʰīːrīː]).
السلسلة الجبلية هي مقسم طبيعي، حيث تقسم شبه جزيرة ماليزيا، وكذلك أقصى جنوب تايلاند، إلى مناطق الساحل الشرقي والغربي. كما أنها بمثابة فجوة تصريف لبعض الأنهار الرئيسية في شبه جزيرة ماليزيا مثل نهر فهغ ونهر فيرق ونهر كلنتن ونهر كلاغ ونهر موار. يبلغ طول السلسلة الجبلية نحو 480 كم من الشمال إلى الجنوب.